# 斉藤亜緒衣
斉藤 亜緒衣（さいとう あおい、1995年4月10日 - ）は、元広島ホームテレビのアナウンサー。静岡県伊東市出身。

## 略歴
小学生の頃からの夢はアナウンサーだった。
大学時代はチアリーダー部に所属し、ポジションは「ベース」で、上のポジションにいる仲間を肩の上に乗せたり、手の上で上にいる仲間がジャンプや回転をするのを支える役割をしていた。
また、大学生時代の4年間、横浜スタジアムでビールの売り子アルバイトをしていた。重さ15kgのビールタンクを背負って観客席の階段を何度も登り降りしていた。1試合でビール520杯以上を売り、売り上げナンバー1になったことがある。カープ戦の横浜スタジアムで赤一色の応援席が盛り上がるのを観客席でビールを売りながら間近で見ていた。
初鳴きは、生放送新番組『みみよりライブ 5up!』2018年4月9日放送開始初日。
特技：腹話術。
マイブームはヘアメイクに教えてもらって始めたお灸。
2020年5月いっぱいで広島ホームテレビを退社した。

## 出演

### テレビ
- みみよりライブ 5up!（2018年4月9日 - 2020年）月-金曜
  - 視聴者からのメッセージ紹介コーナー担当
  - ”あおいのあ～おいしい”コーナー担当
  - 平野寿将が愛のムチ!お助け料理塾（2019年4月 - 2020年）不定期出演
- HOME NEWS
- ひろしま深掘りライブ フロントドア リポーター
- 速報!甲子園への道（2018年7月） リポーター
- 全国高校野球選手権大会中継
- 超テレ（ - 2019年3月）
- ひろしま県民テレビ（2018年12月14日 - 2019年11月10日）リポーター 毎週金曜→毎週日曜
- ぽるぽるラボ（2019年4月 - 2020年）
- 朝だ!生です 旅サラダ（2019年4月13日 - ）広島リポーター
- パネルクイズ アタック25「女性アナウンサー集合!」（2019年6月9日）KSB瀬戸内海放送 信長ゆかりアナウンサーとコンビ
- 広島発!夏 タビジョのグアム（2019年7月13日）ギース尾関高文とMC

### 配信
- 特番 カープ道的雑談会 in ぽるぽるLIVE（2018年8月21日・9月12日、ぽるぽるLIVE）
- ひろしま県民LIVE!（2018年12月 - 2019年、ぽるぽるLIVE → ぽるぽるTV）
- eスポーツ道 presents あおいぃぃぃすぽおつどぅ（2019年8月9日 - 、ぽるぽるTV）

### イベント
- 会えるテレビ HOMEぽるフェス2018　斉藤アナ with C-Kids バトントワリング